# Baldo Di Gregorio
Baldassare „Baldo“ Di Gregorio (* 22. Januar 1984 in Offenbach am Main) ist ein ehemaliger deutsch-italienischer Fußballspieler und heutiger Trainer.

## Als Spieler

### Verein
Baldo Di Gregorio begann das Fußballspielen bei seinem Heimatverein Kickers Offenbach und wechselte in der Jugend zu Eintracht Frankfurt. Dort stand er ab 2002 im Aufgebot der ersten Mannschaft in der 2. Bundesliga und ein Jahr später in der 1. Bundesliga, kam jedoch nie zum Einsatz. Ab 2004 folgten zwei wechselvolle Jahre, die ihn über den 1. FC Schweinfurt 05 in der Bayernliga, die Hammer SpVg in der Verbandsliga Westfalen, Slawia Sofia in der ersten bulgarischen Liga zum Regionalligisten 1. FC Eschborn führten. Auch dort blieb er nur ein halbes Jahr, etablierte sich jedoch als Stammspieler in der dritthöchsten deutschen Spielklasse. Ab der Saison 2006/07 spielte Di Gregorio für Rot Weiss Ahlen. Der ehemalige Mittelfeldspieler wurde zum Innenverteidiger umgeschult und schaffte mit der Ahlener Mannschaft 2008 den Aufstieg in die 2. Bundesliga. Zum Ende der Spielzeit 2009/10 wurde sein auslaufender Vertrag nicht verlängert. Nachdem er einige Wochen vereinslos war, unterschrieb er am 10. September 2010 einen Einjahresvertrag bei Arminia Bielefeld. Nach dem Abstieg der Arminia aus der 2. Bundesliga nach der Saison 2010/11 erhielt er keinen neuen Vertrag und wechselte im Januar 2012 für ein halbes Jahr zu Gostaresh Foolad in die iranische Azadegan League. Im Sommer 2012 kehrte Di Gregorio nach Deutschland zurück und schloss sich dem Regionalligisten Eintracht Trier an. Nach nur einer Saison verließ er Eintracht Trier und wechselte zur 2. Mannschaft von Eintracht Frankfurt. Im Juni 2014 absolvierte Di Gregorio die C-Trainerlizenz in Hennef. Danach schloss er sich für ein halbes Jahr dem italienischen Amateurverein NFC Orlandina an.

### Nationalmannschaft
Im Jahr 2003 absolvierte der Innenverteidiger insgesamt sieben Partien für die deutsche U-19-Nationalmannschaft, davon zwei Spiele im EM-Qualifikationsturnier gegen Belgien (2:2) und Tschechien (1:2).

## Als Trainer
Im Januar 2015 wurde Di Gregorio Spielertrainer beim hessischen Verbandsligisten Germania Schwanheim. Nach anderthalb Jahren verließ er ihn im Sommer 2016. Im September desselben Jahres wurde er Spielertrainer der Spvgg 05 Frankfurt-Oberrad. Nach einem Jahr beendete er seine Spielerkarriere und war die folgenden zweieinhalb Saisons nur noch Trainer des Vereins. Anfang 2020 folgte ein kurzes Abenteuer bei der SG Bornheim, und seit dem Sommer 2020 ist Di Gregorio Übungsleiter der U-17-Mannschaft des FSV Frankfurt.